# W samo południe
W samo południe (ang. High Noon) – amerykański film z 1952 roku w reżyserii Freda Zinnemanna. Główne role zagrali Gary Cooper i Grace Kelly. Film nagrodzony został 4 Oscarami. Nagrodę Akademii obraz zdobył za najlepszą pierwszoplanową rolę męską, montaż, muzykę i piosenkę. Nominowany był także w trzech innych kategoriach: najlepszy film, reżyser i scenariusz. Przez niektórych koneserów kina uważany jest za najlepszy western wszech czasów.
W 1989 roku film został jednym z pierwszych 25 filmów wprowadzonych do Narodowego Rejestru Filmowego Stanów Zjednoczonych jako „znaczących kulturowo, historycznie bądź estetycznie”.

## Fabuła
Film jest opowieścią o heroicznym stróżu prawa („człowieku, który był zbyt dumny, aby uciekać” – cytat z plakatu filmowego), który w pojedynkę broni zastraszonych i bojaźliwych mieszkańców miasteczka przed czwórką rewolwerowców-bandytów. Początkowo liczy na wsparcie swych zastępców i mieszkańców; z czasem przekonuje się jednak, że może liczyć jedynie na siebie i na swoją dopiero co poślubioną małżonkę.
Film odbierany był jako sztuka moralizatorska, a jednocześnie alegoria ówczesnej sytuacji politycznej w Stanach Zjednoczonych opanowanej przez poszukiwanie rzeczywistych i wyimaginowanych zwolenników komunizmu przez Komisję senatora Josepha McCarthy’ego (makkartyzm). Niektórzy interpretowali film także w nawiązaniu do zimnej wojny i ówczesnej polityki Stanów Zjednoczonych w obliczu konfliktu koreańskiego.

## Obsada
- Gary Cooper – szeryf Will Kane
- Grace Kelly – Amy Fowler Kane

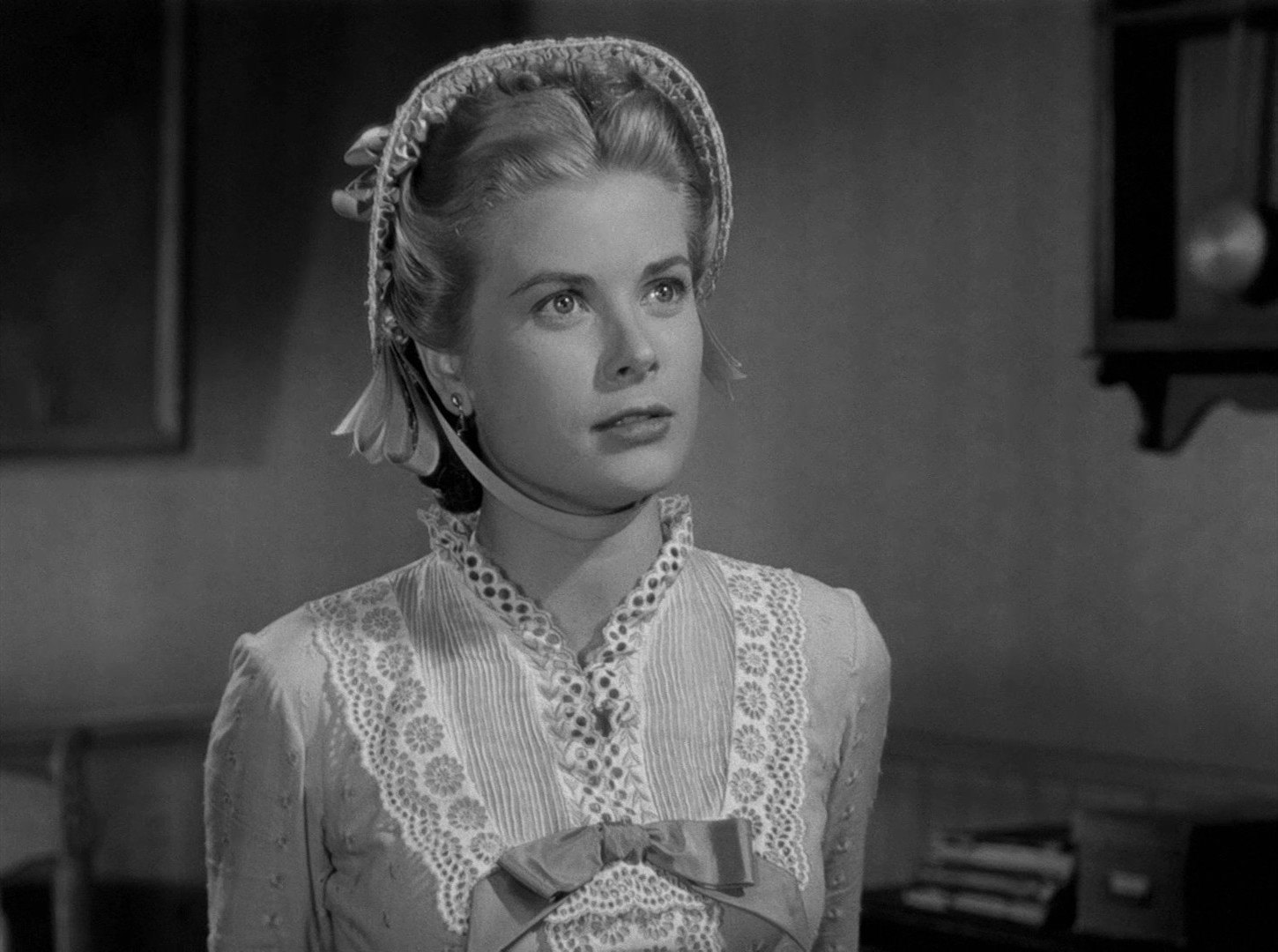
Grace Kelly jako Amy Fowler Kane

- Thomas Mitchell – burmistrz Jonas Henderson
- Katy Jurado – Helen Ramírez
- Lon Chaney Jr. – Martin Howe, były szeryf
- Lloyd Bridges – zastępca szeryfa Harvey Pell

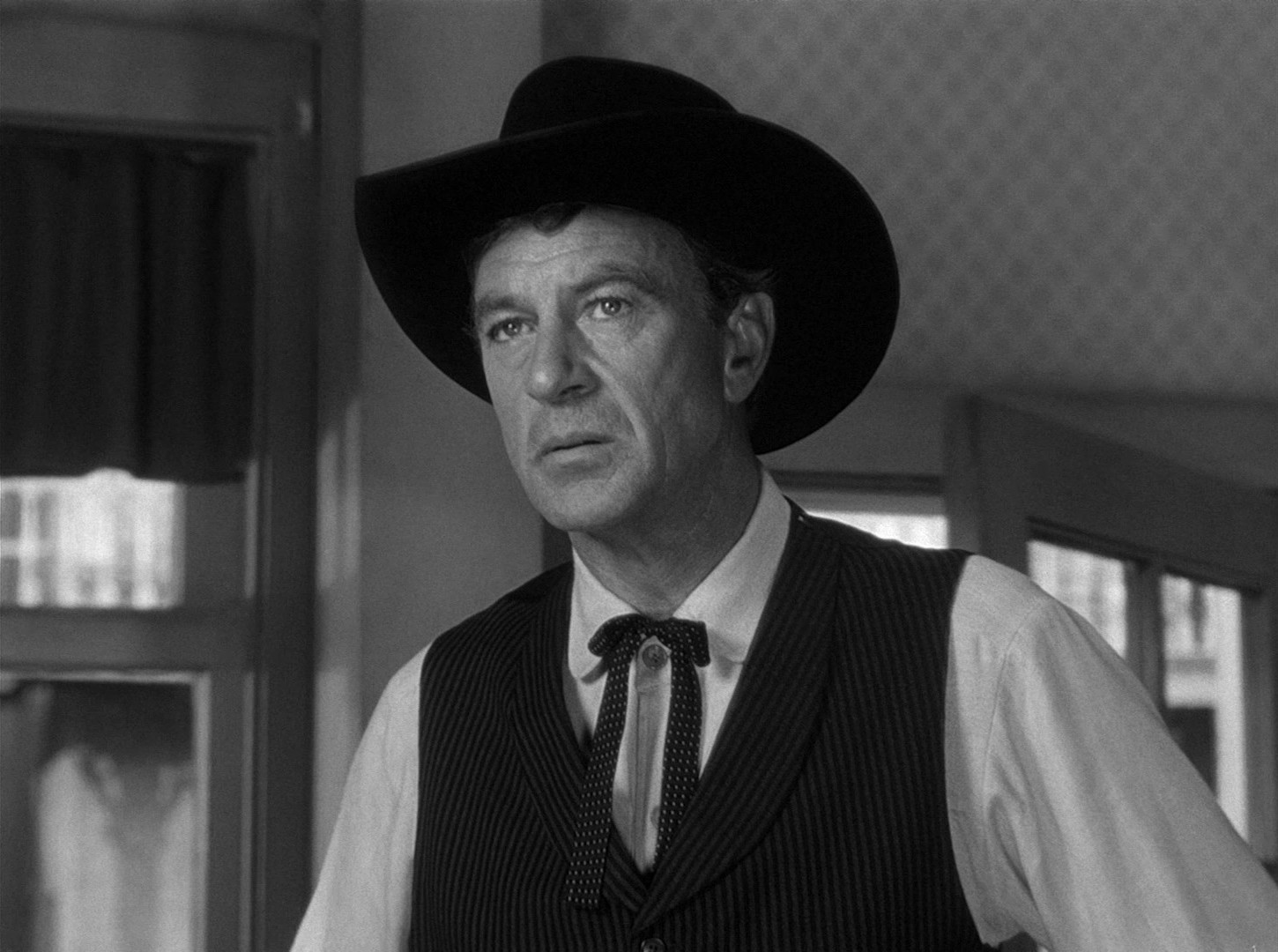
Gary Cooper jako szeryf Will Kane

- Harry Morgan – Sam Fuller
- Ian MacDonald – Frank Miller
- William Phillips – Ben Miller
- Bob Wilke – James Pierce
- Lee Van Cleef – Jack Colby